# Juan del Campo
Juan del Campo Hernández est un skieur alpin espagnol, né le 28 juin 1994 à Bilbao. Il est spécialiste du slalom et du slalom géant.

## Biographie
Membre du club Euro ski, Del Campo participe à ses premières courses officielles lors de la saison 2009-2010 et remporte ses premières courses FIS lors de la saison 2011-2012. Il prend part aux Championnats du monde junior à quatre reprises entre 2011 et 2015, signant comme meilleur résultat une 24e place au slalom géant en 2014 à Jasná.
Sa première sélection avec l'équipe nationale a lieu aux Championnats du monde 2015 à Beaver Creek, où il termine le slalom au trentième rang. 
Son premier départ en Coupe du monde date de octobre 2015 au slalom géant Sölden, avant une participation au slalom de Kitzbühel. C'est aussi lors de la saison 2015-2016, que l'Espagnol apparaît dans le classement de la Coupe d'Europe (résultats dans le top 30), compétition où il obtient son premier top dix en décembre 2016 au slalom parallèle de Kronplatz. Sélectionné pour les Championnats du monde 2017, à Saint-Moritz, il arrive 35e du slalom géant.
En 2018, il prend part à ses premiers jeux olympiques à Pyeongchang, figurant sur le slalom géant et le slalom, mais ne sort de piste à chaque fois.
En janvier 2019, il parvient à se qualifier pour la première fois pour une deuxième manche de slalom en Coupe du monde à Schladming, une première pour un Espagnol depuis Luis Ochoa en 1986, pour prendre le 24e rang final. Aux Championnats du monde 2019, il pénètre aussi le top 30 pour occuper la 27e place en slalom.
Aux Championnats du monde 2021, il ne finit pas le slalom. Plus tard cette année, il se fait une fracture au péroné à l'entraînement.

## Palmarès

### Jeux olympiques
| Édition / Épreuve   | Slalom géant | Slalom  |
| ------------------- | ------------ | ------- |
| JO 2018 Pyeongchang | Abandon      | Abandon |

### Championnats du monde
| Édition / Épreuve      | Slalom géant | Slalom  |
| ---------------------- | ------------ | ------- |
| 2017 Saint-Moritz      | 35e          | Abandon |
| 2019 Åre               | 33e          | 27e     |
| 2021 Cortina d'Ampezzo |              | Abandon |

### Coupe du monde
- Meilleur résultat : 24e.

### Championnats d'Espagne
- Champion de super G en 2015
- Champion de slalom en 2016.
- Champion de slalom géant en 2018.